# São Francisco do Oeste
São Francisco do Oeste è un comune del Brasile nello Stato del Rio Grande do Norte, parte della mesoregione dell'Oeste Potiguar e della microregione di Pau dos Ferros.